# STS-41-B
STS-41-B — десятий політ у рамках програми «Спейс Шаттл», четверта місія шатла «Челленджер». Старт відбувся 3 лютого 1984 року, а посадка 11 лютого. Ця місія стала першою до якої була застосована нова система нумерації польотів.

## Екіпаж

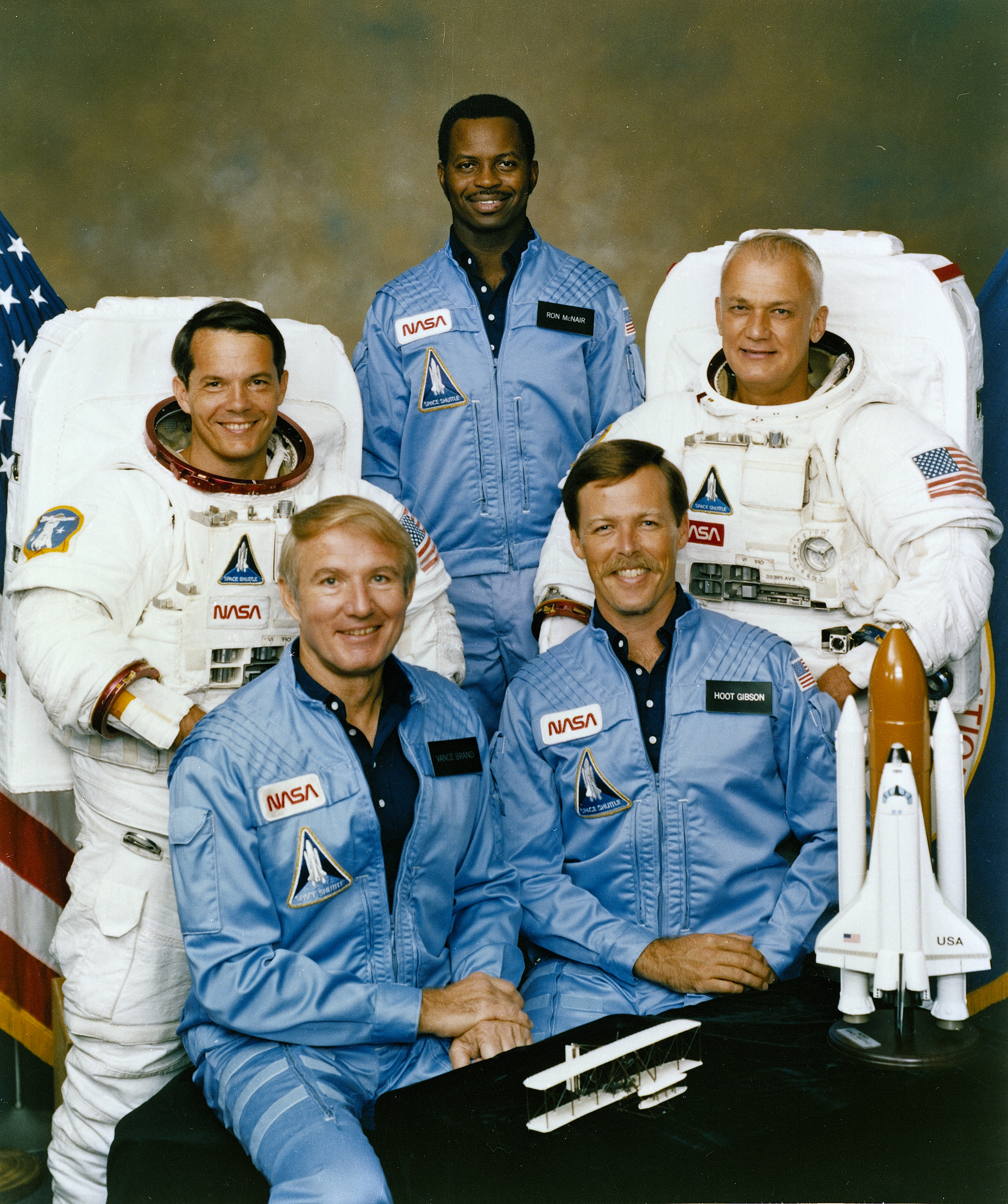
Екіпаж корабля: Сидять зліва направо: Ванс Бранд (командир) Роберт Гібсон. Стоять зліва направо: Роберт Л. Стюарт, Рональд Макнейр і Брюс МакКендлесс. На Стюарті та МакКендлессі скафандри для виходу в космос

- (НАСА) Венс Діво Бранд (3) — командир.
- (НАСА) Роберт Гібсон (1) — пілот.
- (НАСА) Брюс Маккендлес (1) — фахівець за програмою польоту.
- (НАСА) Роналд Макнейр (1) — фахівець за програмою польоту.
- (НАСА) Роберт Стюарт[en] (1) — фахівець за програмою польоту.

## Параметри місії
- Маса:
  - під час зльоту: 113 603 кг
  - під час посадки: 91 280 кг
  - корисне навантаження: 22 323 кг

### Виходи у відкритий космос
- Вихід 1 —  Маккендлес та Стюарт
- Початок: 7 лютого 1984 року
- Кінець: 7 лютого 1984 року
- Тривалість: 5 годин 55 хвилин

- Вихід 2 —  Маккендлес та Стюарт
- Початок: 9 лютого 1984 року
- Кінець: 9 лютого 1984 року
- Тривалість: 6 годин 17 хвилин

## Завдання
Однією з цілей польоту був запуск двох супутників зв'язку: WESTAR для компанії Western Union і індонезійського Palapa B2. Також астронавтами вперше був здійснений вихід у відкритий космос без прив'язного фала в ході випробувань установки MMU (Manned Maneuvering Unit).

## Галерея

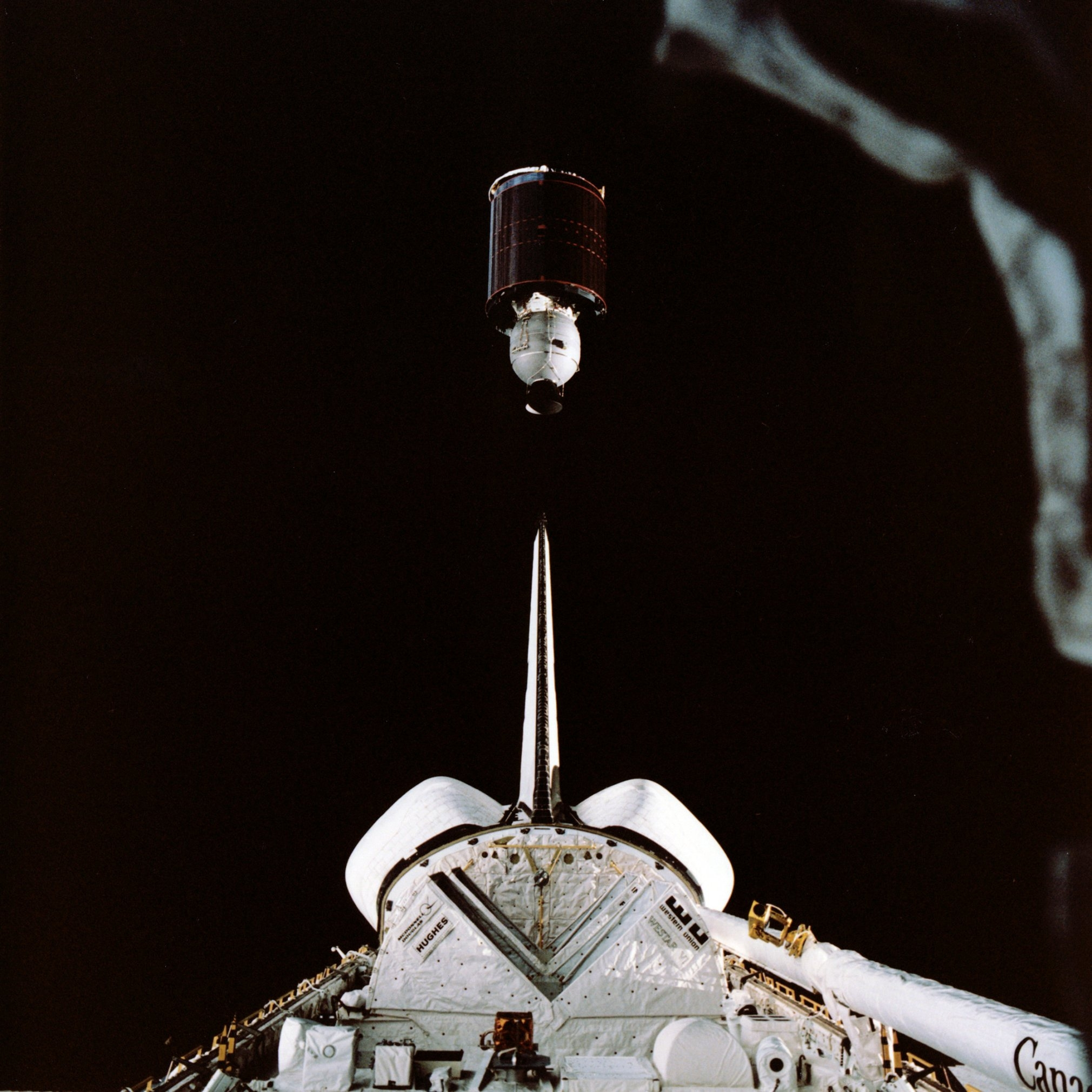
Запуск супутника Palapa B2
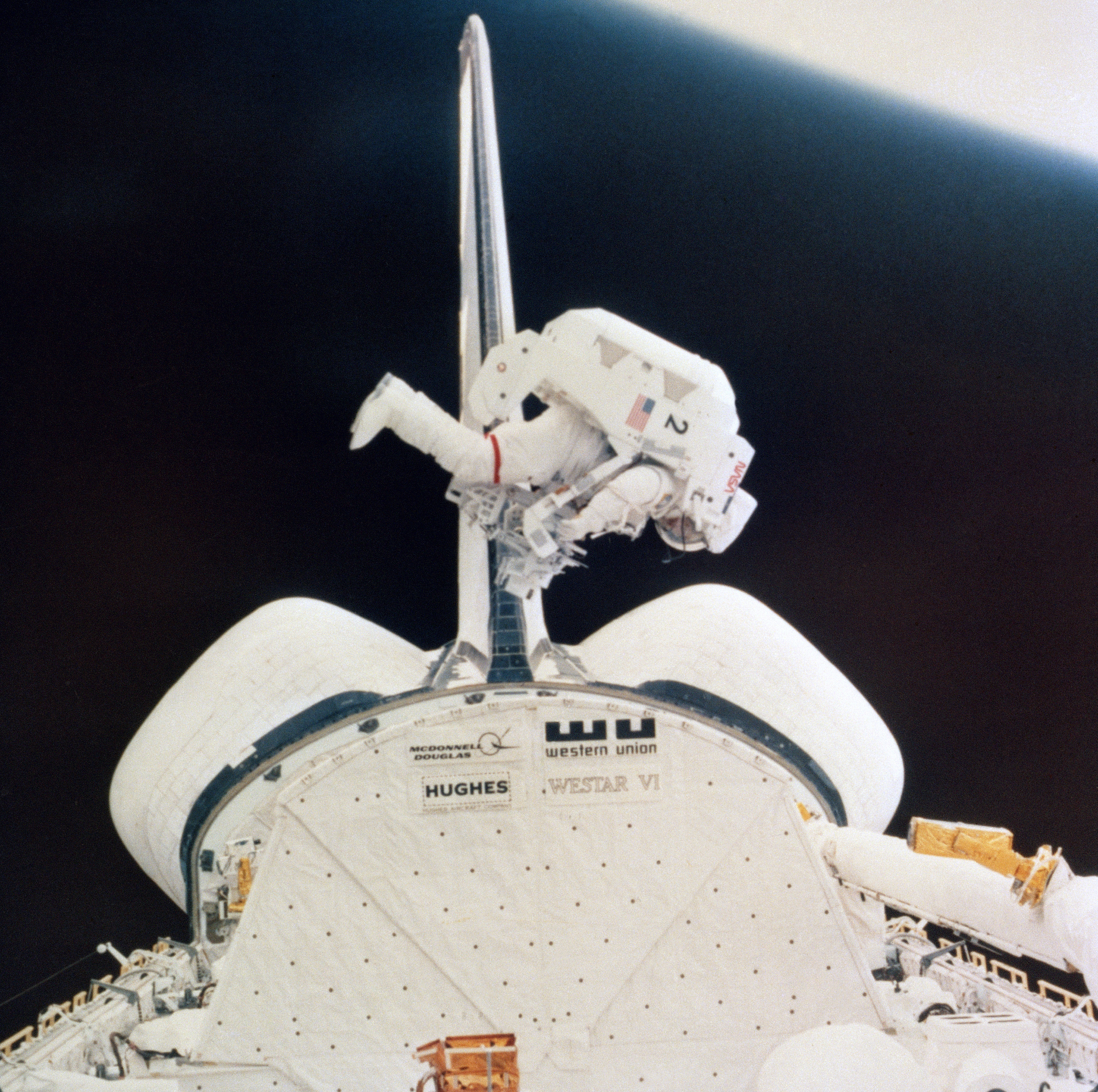
Брюс Маккендлес випробовує MMU
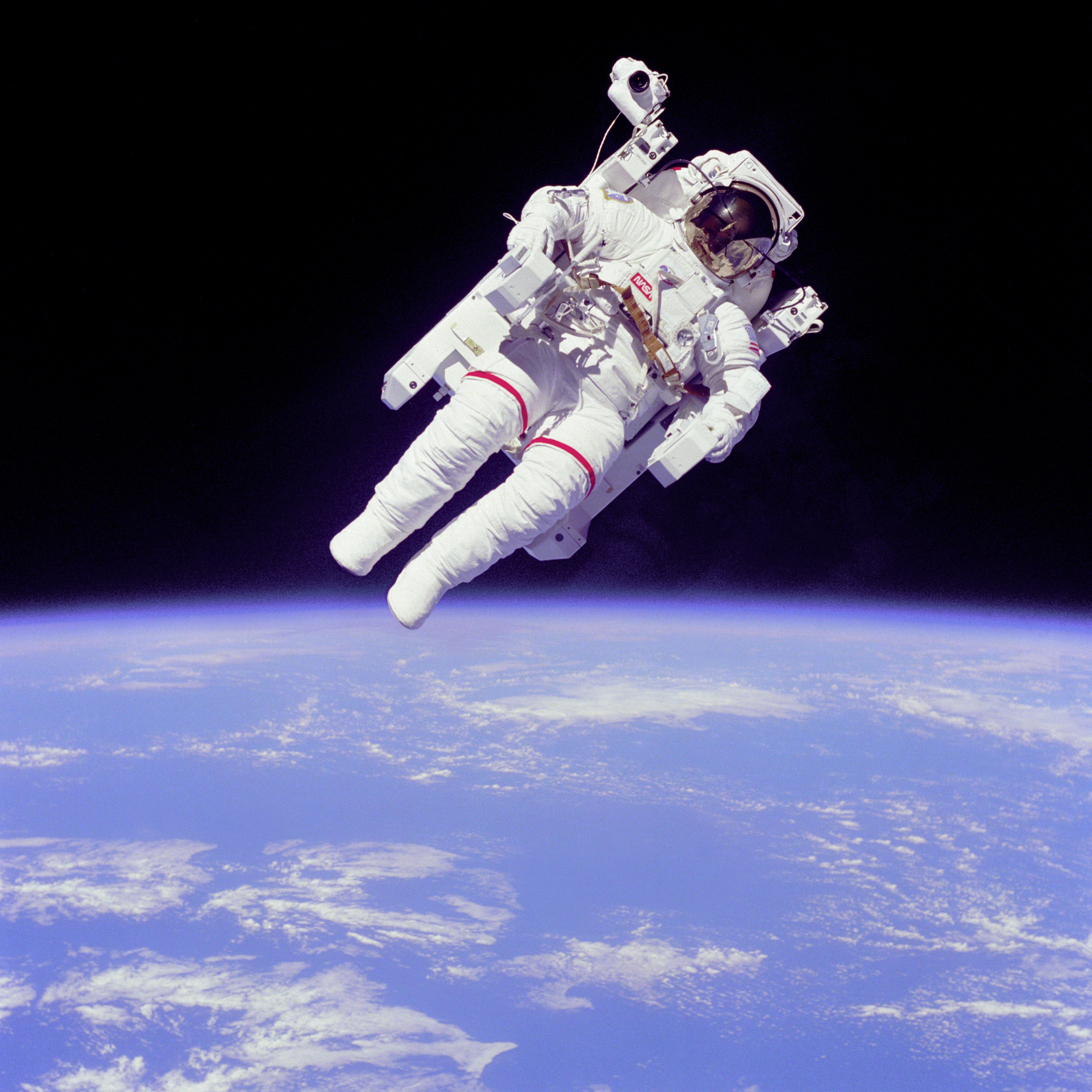
Випробуваня MMU
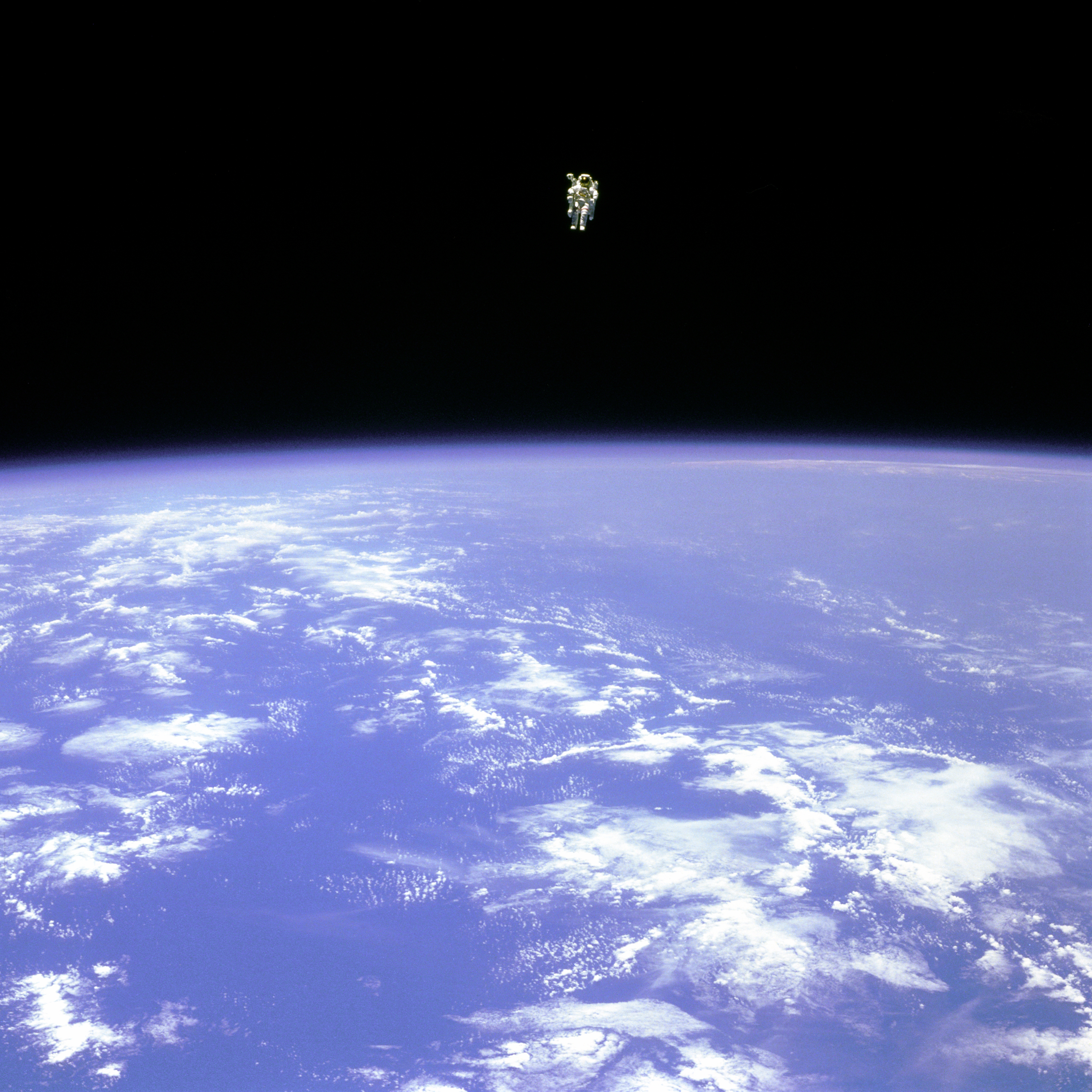
Брюс Маккендлес на максимальній відстані від Челленджера